# TEG-23
El TEG-23 (Tren Eléctrico de Guadalajara 2023) es el cuarto modelo de tren ligero  y el quinto modelo de trenes eléctricos del Sistema de Tren Eléctrico Urbano de Guadalajara, cuya fabricación comenzó en 2023 y está prevista culminar a finales de 2024. Este modelo circulará inicialmente en la línea 4.

## Adquisición
Dada la construcción de la línea 4 del tren eléctrico de Guadalajara, se requería licitar el material rodante de la misma. Tras pláticas con la empresa CRRC, en 2022 se dieron a conocer imágenes de tres modelos de material rodante ofrecidos por dicha empresa, denominados A, B y C.
Para este punto en el tiempo, se tenía previsto que los trenes utilizaran tecnología compatible con las líneas 1 y 2, contemplando la posibilidad de acoplar unidades de este modelo con sus predecesores (TLG-88, TEG-90 y TEG-15).
Según las especificaciones técnicas del proyecto ejecutivo de la línea 4, se adquirirán doce trenes.: 62  Sin embargo, algunos medios reportaron falsamente la adquisición de dieciséis trenes.
El 5 de octubre se pronunció el fallo de la licitación de la línea 4, en la que el «Consorcio Tren Ligero Guadalajara Línea 4», conformado por Mota-Engil México y CRRC en su subsidiaria CRRC Zhuzhou Locomotive, obtuvo el fallo, siendo así esta última quien suministraría el material rodante. Dado que esta empresa también construyó los MM-20 de la línea 3 del Metrorrey, el TEG-23 comparte similitudes con dicho material rodante.

## Construcción
La fabricación del TEG-23 comenzó en agosto de 2023 mediante un enlace directo con el gobierno estatal para dar el «banderazo de arranque». Según el contrato de co-inversión, CRRC sería la empresa responsable de suministrar, probar, instalar, poner en funcionamiento y capacitar al personal del SITEUR para operar el material rodante.
El 2 de octubre la empresa informó del estado de construcción, mostrando el esquema de colores final, consistente de un fondo color blanco con dos franjas naranja y gris, además de confirmar que el modelo de tren solicitado fue el A.
El 6 de diciembre la empresa informó que uno de los trenes ya se encontraba en pruebas de rodamiento, por lo que pronto iniciarían el embarque del mismo.
El 18 de enero de 2024 los dos vagones del primer tren comenzaron su preparación para su embarque a México.
Finalmente, el 19 de febrero los vagones llegaron al puerto de Lázaro Cárdenas en Michoacán, y el 29 de febrero llegaron a los talleres y cocheras de la línea 3 para su ensamble final.
En cuanto llegaron los vagones al taller de la línea 3, se iniciaron trabajos para el armado final de los vagones, comenzando con soldadura y pintura, posteriormente la fabricación del bogie, y finalmente el ensamble del juego completo de caja, bogie y ruedas, incluyendo conexiones eléctricas e hidráulicas, uniones, interiorismo, e instalación de equipos.

## Características
Su esquema de pintura exterior consiste en blanco con una franja intermedia naranja y una franja inferior gris, así como un marco negro en la cabina. Cuentan con letreros digitales en la parte superior de las cabinas anunciando la dirección y el número de convoy en cuestión.
El interior del vagón es color crema. Los asientos generales son de color naranja y los preferenciales de color amarillo. Dentro también se encuentran mapas con las estaciones de la línea. Utilizan iluminación led, así como letreros digitales informativos ubicados entre las articulaciones. Cuentan con palancas de emergencia accionables por los pasajeros que establecen comunicación directa con el conductor.
Estas son algunas de las características generales de los trenes:
- Trenes articulados de dos vagones motores
- Longitud: 29.56 metros
- Capacidad por tren: 300 pasajeros
- Velocidad máxima: 85 km/h
- Acoplamiento máximo: 4 trenes
- Radio de giro: 25 metros
- Aceleración: 1.2 m/s2
- Frenado de urgencia
- Iluminación led
- Aire acondicionado
- Espacios para sillas de ruedas
- Tecnología compatible con las líneas 1 y 2